# BHP Group
BHP Group Limited (tidligere BHP Billiton) er et australsk-britisk multinationalt mine-, metal-, olie- og gasselskab. De udvinder mineraler som kobber, jern, kul, olie og naturgas
The Broken Hill Proprietary Company blev etableret 16. juli 1885 i minebyen Silverton i New South Wales.
BHP Billiton blev etableret i 2001 ved en fusion mellem Australian Broken Hill Proprietary Company Limited (BHP) og engelsk-hollandske Billiton plc.